# Orban (Tarn)
Orban település Franciaországban, Tarn megyében. Lakosainak száma 337 fő (2022. január 1.).

## Fekvése
Orban Fénols, Lasgraisses, Lombers, Poulan-Pouzols és Sieurac községekkel határos.

## Népesség
A település népességének változása:
| Lakosok száma | 324  | 333  | 344  | 333  | 331  | 329  | 330  | 331  | 337  |
|               | 2013 | 2015 | 2016 | 2017 | 2018 | 2019 | 2020 | 2021 | 2022 |